# Maison de Radio France

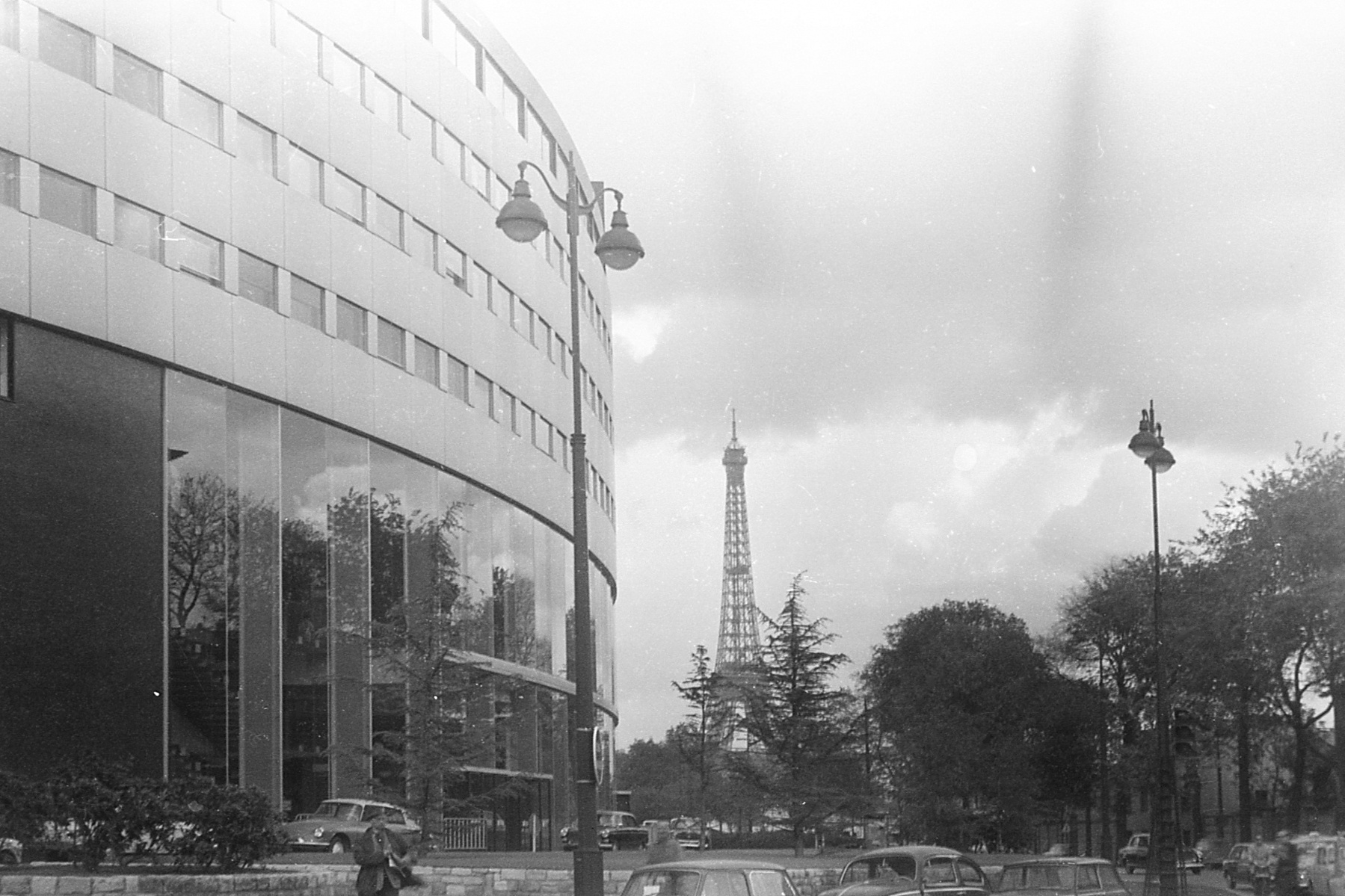
Fragment La Maison de la Radio widziany z rogu Rue Gros i Rue de Boulainvilliers, rok 1965; w oddali widoczna Wieża Eiffla

La Maison de la Radio (Dom Radia) – budynek w Paryżu, w 16. dzielnicy, siedziba Radio France, francuskiego nadawcy publicznego. Oficjalnie oddany do użytku 14 grudnia 1963 w obecności prezydenta de Gaulle'a i francuskiego ministra kultury André Malraux.
Budynek ma formę pierścienia łącznej długości około pół kilometra z 68-metrową wieżą; swoją formą nawiązuje do logo Radio France. Zlokalizowany jest w kwartale pomiędzy Avenue du Président Kennedy, Rue de Boulainvilliers, Rue Raynouard i Rue de Ranelagh, nad brzegiem Sekwany. Mieści około tysiąca pomieszczeń biurowych, a także 61 pomieszczeń studyjnych.